# Stenoniscus carinatus
Stenoniscus carinatus là một loài chân đều trong họ Stenoniscidae. Loài này được Silvestri miêu tả khoa học năm 1897.